# مزامنة (علم الموسيقى الحيوية)

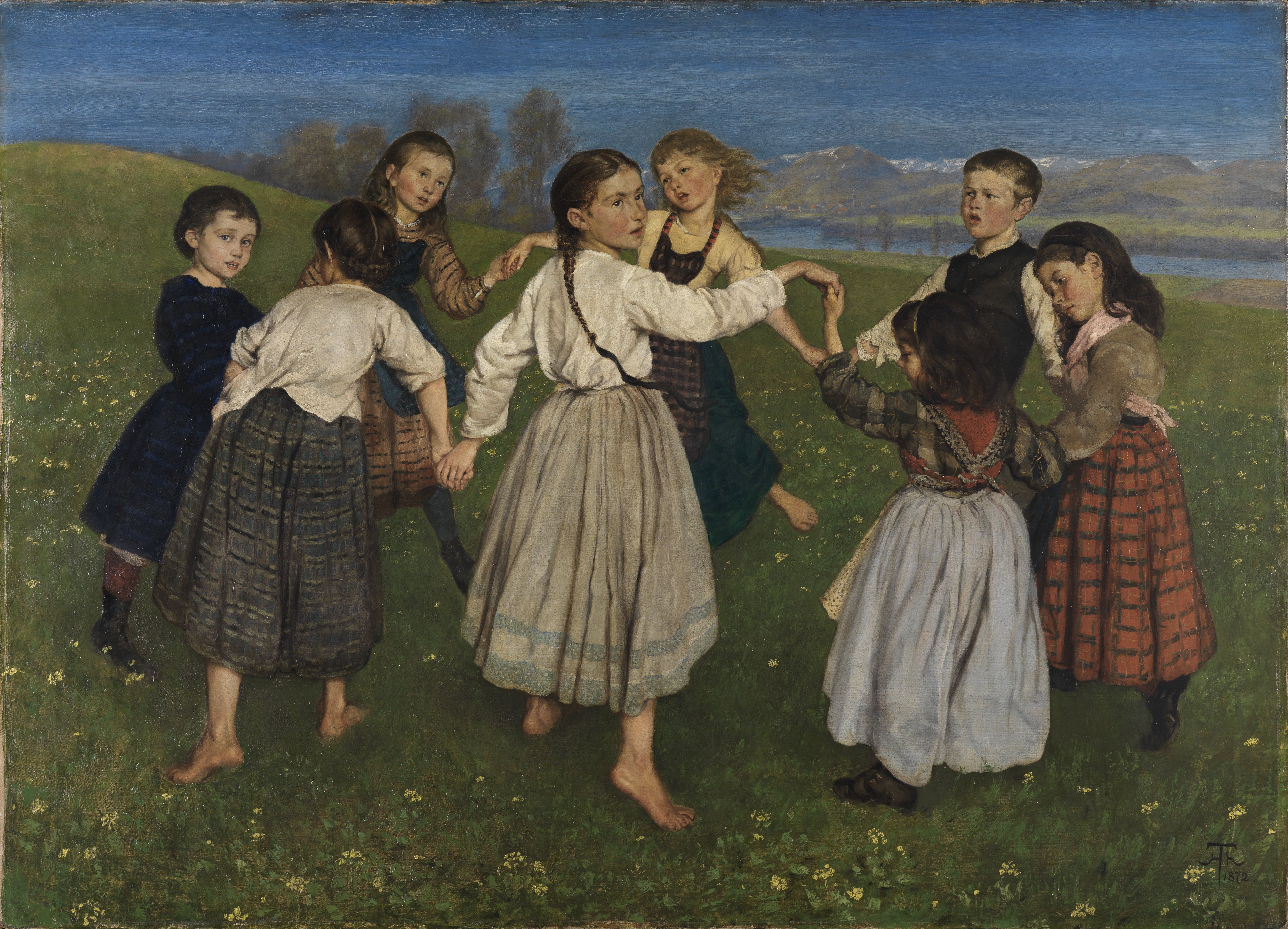
البشر قادرون على الرقص أو التصفيق جماعياً وفي وقت واحد مع إيقاع الموسيقى

يشير مصطلح مزامنة (بالإنجليزية: Entrainment)‏ في سياق علم الموسيقى الحيوية إلى التزامن في (مثلاً؛ دق أقدام الكائنات الحية مع إيقاع خارجي متصور مثل الموسيقى والرقص البشري. إذ إن البشر هم النوع الوحيد الذي يقدر جميع أفراده على التزامن، على الرغم من وجود أدلة موثقة عن كائنات غير بشرية قادرة على التزامن أيضاً.

## تحفيز الإيقاع
يُعد تحفيز الإيقاع عملية ينشط من خلالها نبض منتظم ومتساوي الزمن حينما يستمع الشخص إلى الموسيقى (أي الإيقاع الذي يقوم الشخص بتحريك قدمه استجابة محددة له).
كان يعتقد أن الآلية الإدراكية التي تعطينا القدرة على إنتاج إيقاع من نمط صوتي، والتزامن أو الرقص، هي ميزة فريدة للإنسان فحسب. إذ لم تظهر قدرة أي نوع من حتى الآن - باستثناء الإنسان - على الرقص أو التصفيق جماعياً وفي وقت واحد مع إيقاع الموسيقى. إذ إن الإنسان يعرف متى يبدأ ومتى يتوقف ومتى يتسارع أو يتباطأ، ويتزامن مع زملائه الراقصين أو الموسيقيين.
وعلى الرغم من عدم ظهور استجاب تحفيز الإيقاع عند الرئيسات، فإن بعض الببغاوات يفعلن ذلك، وأشهر مثال ظهر، هو ببغاء الكاكاتو الذي يرقص رقصاً حقيقياً، بما في ذلك تغيير حركاته مع تغيير في الإيقاع. (بيتل وآخرون، 2009).
يمكن اعتبار تحفيز الإيقاع مهارة إدراكية أساسية تسمح بها الموسيقى (دراسة باتيل، 2008؛ هونينج، 2007؛ 2012). ويمكننا سماع سماع نبضة في نمط إيقاعي وقد لا تكون موجودة بوضوح، وتحفز النبضة (ومن هنا جاء الاسم) أثناء الاستماع، مثلما يمكن تحفيز منظور عند النظر إلى ترتيب الأشياء في صورة.
يقترح عالم الأعصاب أني باتيل تحفيز الإيقاع - مشيرًا إليه باسم "معالجة الإيقاع المبني على النبضة"- بوصفه منطقة أساسية في بحث الموسيقى واللغة، مشيرًا إلى أن تحفيز الإيقاع "جانب أساسي من إدراك الموسيقى، وليس نتيجة جانبية للآليات الإدراكية التي تخدم أيضًا مجالات أكثر تكيفًا ووضوحًا مثل تحليل المشهد السمعي أو اللغة" (باتيل، 2008).

## وظيفة تطورية
يرى جوزيف جوردانيا، أن قدرة الإنسان على التزامن تطوّرت بواسطة قوى الانتقاء الطبيعي بوصفها جزءًا مهماً من تحقيق حالة وعي معدلة محددة، وهي حالة النشوة القتالية. وتحقيق هذه الحالة، التي يفقد فيها الإنسان هويته الفردية ولا يشعر بالخوف والألم، ويتحد في هوية جماعية مشتركة ويتصرف لمصلحة المجموعة، كان حاسمًا للبقاء الجسدي لأسلافنا ضد الحيوانات الكبيرة المفترسة في أفريقيا، بعد أن نزلت البشرانيات الأولى على الأرض وتخلت عن الحياة في الأشجار الآمنة وأصبحت حيوانات برية.

## نموذج الخلايا العصبية البيولوجية

الحركة السريعة للأصابع للأعلى والأسفل معًا بإيقاع واحد (الأعلى)، وحركة الأصابع التي تخرج عن الإيقاع (الأسفل).

يمكن للخلايا العصبية، بالإضافة إلى إرسال الإشارات إلى أجزاء أخرى من الدماغ، تعديل القواعد التي تتبعها الخلايا العصبية المجاورة في عملية تسمى المزامنة الحيوية. والشكل الموجود هنا يوضح التزامن بين حركة الأصابع في اليد اليسرى واليد اليمنى، ولكن فقط إذا كانت حركة اليدين تتحرك في نفس الاتجاه.
لتوضيح هذا، يمكن بدء الأمر بتحريك إصبعي السبابة ببطء بطريقة متعاكسة كما هو موضح في الشكل. ثم زيادة التردد تدريجياً لجعل الحركة سريعة قدر الإمكان. في النهاية، ستكون أصابعك تتحرك بشكل متزامن، كما هو موضح. لقد أشير إلى أن هذا السلوك يشبه العملية التي تخلق بها الخلايا العصبية حلقة مقفلة الطور والتي تسمح بالتعرف على الفترات الموسيقية المتناغمة.